# Goniobranchus naiki
Goniobranchus naiki is een slakkensoort uit de familie van de Chromodorididae. De wetenschappelijke naam van de soort is voor het eerst geldig gepubliceerd in 1999 door Valdés, Mollo & Ortea.